# Campionat d'Europa de velocitat individual femení
El Campionat d'Europa de velocitat individual femenina és el campionat d'Europa de Velocitat individual, en categoria femenina, organitzat anualment per la UEC. Es porten disputant des del 2010 dins els Campionats d'Europa de ciclisme en pista.

## Pòdiums dels Guanyadors
| Proves | Or                       | Plata                    | Bronze                   |
| 2010   | Sandie Clair (FRA)       | Kristina Vogel (GER)     | Simona Krupeckaitė (LTU) |
| 2011   | Liubov Xulika (UKR)      | Olga Panarina (BLR)      | Viktoria Baranova (RUS)  |
| 2012   | Olga Panarina (BLR)      | Anastassia Vóinova (RUS) | Simona Krupeckaitė (LTU) |
| 2013   | Kristina Vogel (GER)     | Elis Ligtlee (NED)       | Jessica Varnish (GBR)    |
| 2014   | Anastassia Vóinova (RUS) | Tania Calvo (ESP)        | Kristina Vogel (GER)     |
| 2015   | Elis Ligtlee (NED)       | Anastassia Vóinova (RUS) | Kristina Vogel (GER)     |
| 2016   | Simona Krupeckaitė (LTU) | Anastassia Vóinova (RUS) | Tania Calvo (ESP)        |
| 2017   | Kristina Vogel (GER)     | Mathilde Gros (FRA)      | Daria Shmeleva (RUS)     |